# Megachile orcina
Megachile orcina är en biart som beskrevs av Joseph Vachal 1908. Megachile orcina ingår i släktet tapetserarbin, och familjen buksamlarbin. Inga underarter finns listade i Catalogue of Life.